# La Jonchère
La Jonchère – miejscowość i gmina we Francji, w regionie Kraj Loary, w departamencie Wandea.
Według danych na rok 1990 gminę zamieszkiwało 238 osób, a gęstość zaludnienia wynosiła 21 osób/km² (wśród 1504 gmin Kraju Loary La Jonchère plasuje się na 1033. miejscu pod względem liczby ludności, natomiast pod względem powierzchni na miejscu 954.).